# Falenty (gmina)
Falenty (od 1973 Raszyn) – dawna gmina wiejska istniejąca w latach 1867–1954 w Warszawskiem. Siedzibą władz gminy były początkowo  Falenty, lecz za II RP i w PRL siedziba władz znajdowała się w Raszynie.

## Historia
Gmina Falenty powstała 13 stycznia 1867 roku w związku z reformą gminną w Królestwie Polskim. Należała do powiatu warszawskiego w guberni warszawskiej.
W okresie międzywojennym gmina Falenty należała do powiatu warszawskiego w woj. warszawskim.
20 października 1933 gminę Wilanów podzielono na 27 gromad: Dawidy, Dawidy Bankowe, Dawidy Poduchowne, Falenty Duże, Falenty Nowe, Grabów, Grabówek, Imielin, Janki, Jaworowa, Jeziorki Nowe, Jeziorki Polskie, Krasnowola, Laszczki, Łady, Łazy, Podolszyn, Podolszyn Nowy, Puchały, Raszyn, Rybie, Sękocin Nowy, Sękocin Stary, Słomin, Wyczółki, Wypędy i Zgorzała.
15 października 1937 w gminie Falenty utworzono gromadę Wilcza Góra.
2 września 1938 z gminy Falenty wyłączono część gruntów gromad Grabów i Imielin, włączając je do gminy Wilanów w tymże powiecie i województwie.
Podczas II wojny światowej w Generalnym Gubernatorstwie, w dystrykcie warszawskim. Okupant włączył Służewiec Nowy do gminy Okęcie, po czym gmina Wilanów składała się w 1943 roku z 13 gromad i liczyła 7605 mieszkańców.
Po wojnie gmina zachowała przynależność administracyjną.
15 maja 1951 osiem gromad z gminy Falenty przyłączono do Warszawy: Dawidy Poduchowne (główna część), Grabów, Grabówek, Imielin, Jeziorki Nowe (główna część), Jeziorki Polskie (główna część), Krasnowola i Wyczółki (oraz mała część gromady Dawidy),
1 lipca 1952 zniesiono powiat warszawski, a gminę Falenty przyłączono do nowo utworzonego powiatu piaseczyńskiego. Tego samego dnia, pięć gromad z gminy Falenty przyłączono do nowo utworzonej gminy gminy Lesznowola: Łazy, Podolszyn, Podolszyn Nowy, Wilcza Góra i Zgorzała. Po zmianach tych gmina Falenty składała się już z 15 gromad: Dawidy, Dawidy Bankowe, Falenty Duże, Falenty Nowe, Janki, Jaworowa, Laszczki, Łady, Puchały, Raszyn, Rybie, Sękocin Nowy, Sękocin Stary, Słomin i Wypędy.
29 września 1954 gminę Falenty zniesiono wraz z reformą wprowadzającą gromady w miejsce gmin:
Jednostki nie przywrócono 1 stycznia 1973 roku po reaktywowaniu gmin, utworzono natomiast jej terytorialny odpowiednik, gminę Raszyn.